# Myotis auriculus
Espèce
Statut de conservation UICN

 LC  : Préoccupation mineure
Myotis auriculus est une espèce de chauves-souris de la famille des Vespertilionidae.

Carte de répartition

## Liste des sous-espèces
Selon MSW :
- sous-espèce Myotis auriculus apache
- sous-espèce Myotis auriculus auriculus